# Desktop publishing

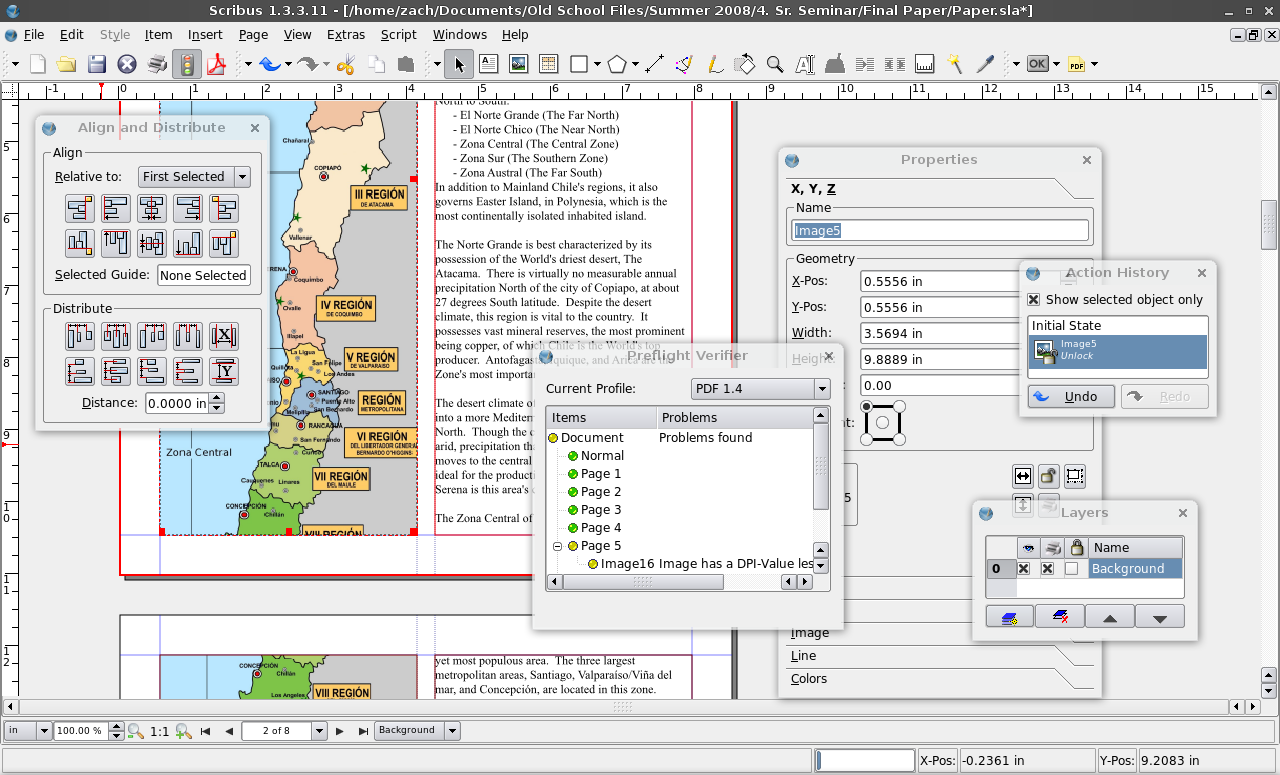
Impaginazione di un documento editoriale con Scribus, un programma open source di desktop publishing.

Il desktop publishing (termine mutuato dall'inglese) o tipografia digitale è l'insieme delle procedure e tecniche di creazione, impaginazione e produzione di prodotti editoriali (come libri, giornali, riviste o dépliant), attraverso l'impiego di un computer. Dall'inizio degli anni novanta il desktop publishing ha sostituito in maniera pressoché totale le tecnologie precedenti, segnando una profonda rivoluzione della tipografia, la prima a distanza di cinque secoli da Johannes Gutenberg.
Una postazione usata per il desktop publishing è composta a livello minimo da un personal computer, con un monitor e una scheda grafica sufficientemente fedeli nella visualizzazione di immagini e colori; una stampante che riproduce il materiale grafico; uno scanner che legge le immagini e le restituisce in formato digitale.
I software per il desktop publishing sono programmi sviluppati appositamente per questi compiti. Queste applicazioni non intendono sostituirsi ai programmi di scrittura o di grafica, ma servono a raccogliere e impaginare i contenuti creati con questi: testo, immagini bitmap (come le foto) e grafiche vettoriali (come grafici e loghi). Racchiudono nella loro piattaforma grafica tutti gli elementi e gli strumenti classici dell'impaginazione in una versione elettronica e possono elaborare tutti i passaggi di lavorazione dell'oggetto editoriale.

## Significato del termine
Il termine desktop publishing (letteralmente "editoria da scrivania" o "editoria personale", sostituibile altrimenti con "editoria individuale") fu coniato da Paul Brainerd, fondatore di Aldus Corporation, che pubblicò nel 1985 PageMaker, il primo programma di desktop publishing basato su un'interfaccia grafica che gettò virtualmente le basi dell'industria dell'editoria elettronica. Con il termine desktop publishing Brainerd voleva fare riferimento al paragone con i sistemi tradizionali di preparazione della stampa, che avevano bisogno di diverse fasi fotografiche e meccaniche in successione. In italiano era inizialmente tradotto come "editoria elettronica", anche se la definizione è caduta in disuso, sostituita da "tipografia digitale".

## Storia
Uno dei primi software di impaginazione digitale fu Type Processor One, scritto da James Davise presso un giornale locale di Filadelfia nel 1983. Il programma, commercializzato nel 1984 dalla Best Info, girava su un PC IBM e offriva un ambiente di scrittura del tipo WYSIWYG anche se di tipo testuale.
Il desktop publishing nacque però di fatto nel 1985 su piattaforma Apple, quando Aldus Corporation distribuì il suo PageMaker, un software di impaginazione grafica scritto appositamente per sfruttare l'interfaccia grafica del nuovo Apple Macintosh 128K e la qualità di stampa della stampante laser LaserWriter (PageMaker fu in seguito distribuito anche per PC IBM/Windows 1.0). PageMaker sfruttava PostScript, un innovativo linguaggio di descrizione di pagina usato come un vero linguaggio di programmazione per il pilotaggio delle stampanti inventato da Adobe, che il programma utilizzava per la creazione dei documenti contenenti le immagini e il testo. Il testo era basato sui font Type 1, che introdussero la scalabilità del carattere. In seguito Apple introdusse i font TrueType e Adobe il suo Type Manager, due sistemi che espansero ulteriormente il set di caratteri scalabili. Nacque così il WYSIWYG ("what you see is what you get": quello che vedi è quello che ottieni), acronimo che descrive la capacità di fornire un'accurata rappresentazione a video di come si presenterà un'immagine o un documento una volta stampato.
Grazie all'uso dell'interfaccia grafica e al modello WYSIWYG, PageMaker permise di sostituire tutti i processi di impaginazione dei documenti editoriali eseguiti in precedenza da apposite figure professionali, permettendo la creazione delle pagine e la loro stampa usando un semplice personal computer (invece di costose stazioni grafiche), abbassando notevolmente i costi e aprendo questo settore a un'utenza molto più vasta, anche casalinga. Il Macintosh, per le proprie caratteristiche grafiche e per l'interfaccia grafica intuitiva e di facile utilizzo, è stato per lungo tempo il personal computer più impiegato in questo settore, sia a livello professionale sia amatoriale, dato che molti programmi erano disponibili solo per questa piattaforma, ma dall'uscita di Windows 95 anche per la piattaforma PC sono stati offerti i medesimi programmi, così che la scelta del sistema è ormai divenuta puramente di preferenza e non di disponibilità dei programmi.
All'inizio il desktop publishing venne visto dai professionisti come una sorta di divertimento per profani, ma con il potenziamento di hardware e software, questi sistemi vennero velocemente recepiti in tutto il mondo dell'editoria professionale. La loro flessibilità e la loro velocità di elaborazione hanno fortemente ridotto i tempi di prestampa (preparazione della stampa) e hanno permesso impaginazioni a un livello di elaborazione prima impossibile da raggiungere. Nuovi strumenti come LaTeX hanno permesso di creare documenti complessi come quelli tecnici e scientifici; il modello strutturato e WYSIWYG di creazione dei documenti vengono combinati in sistemi come GNU Texmacs.

## L'impaginatore grafico
La possibilità per case editrici, agenzie grafiche e aziende varie di poter comporre in proprio, con il pieno controllo della pubblicazione e con costi contenuti, ha comportato la creazione di una nuova figura professionale: l'impaginatore grafico (o grafico editoriale, o videoimpaginatore).
L'impaginatore grafico deve saper comporre (testi e simboli tipografici) e correggere le bozze; gestire software di videoscrittura, di videoimpaginazione, di grafica vettoriale; saper acquisire e gestire le immagini, i colori e i formati elettronici; consegnare file compatibili con i sistemi di produzione di foto-lito per la stampa offset; conoscere le fasi della stampa e la scelta dei materiali cartacei (alcune di queste mansioni erano precedentemente di competenza di professionisti quali linotipisti o fotocompositori, cromisti, montaggisti, ecc.).

## Sistemi redazionali
Lo stesso desktop publishing è stato rivoluzionato dai cosiddetti sistemi redazionali, sempre più frequentemente adottati dalle case editrici: si tratta di programmi che rendono possibile la stesura automatica di contenuti. L'impiego di questi sistemi permette un'automazione quasi totale del processo di elaborazione dei contenuti. L'output del processo può essere: una pubblicazione a stampa, un sito web o altri documenti su qualsiasi supporto.

## Editoria elettronica
In passato si è spesso usato il termine "editoria elettronica" come sinonimo di desktop publishing. In tempi più recenti questo termine viene più comunemente utilizzato solo in riferimento a contenuti distribuiti con nuovi media elettronici come Internet o CD-ROM.